# 任寧
任寧（1409年—？），字靖之，陝西西安府臨潼縣人，軍籍，明朝政治人物。

## 生平
治《易經》，由國子生中式陝西鄉試第七名舉人，正統七年壬戌科第三甲第六十七名進士。。景泰元年（1450年）閏正月戊申，任宣府巡撫。召回京。

## 家族
曾祖任道遠；祖任博文；父任輝；母黃氏。具慶下，妻董氏，繼妻趙氏；行一，弟宣；宅；宏；宇。